# Pegaso II Z-203

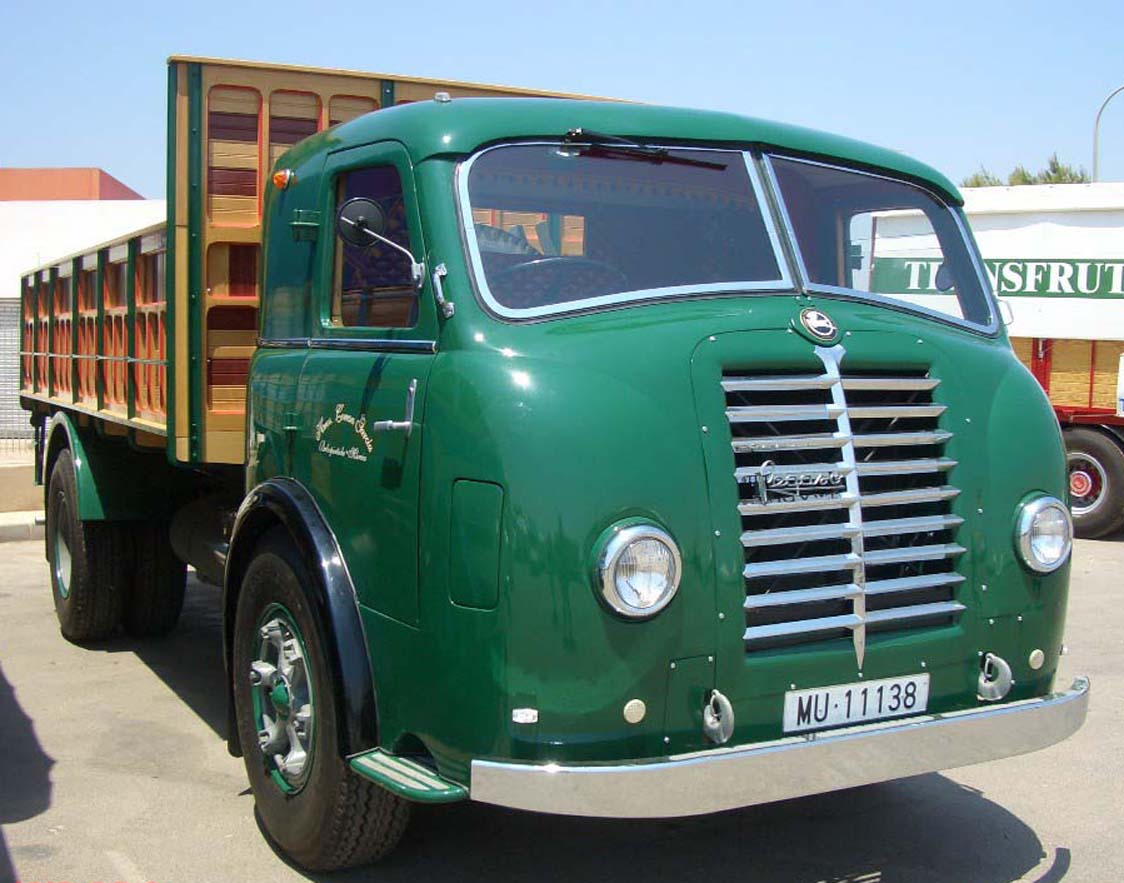
Pegaso Mofletes con motor de gasolina restaurado.

El Pegaso Mofletes es un modelo de camión fabricado a partir de 1946 con motor de gasolina, y a partir de 1949 con motor diésel, por la empresa española Pegaso, y basado en un modelo anterior, el Hispano-Suiza 66G. Si bien el nombre oficial dado al modelo empezó siendo de Pegaso I, el característico diseño de la cabina le valió el sobrenombre de "Mofletes", apodo por el que aún hoy sigue siendo conocido. Fueron fabricados un total de 2139 unidades entre todas sus variantes, además de un prototipo de tracción eléctrica. La producción acabó en 1959.
Gracias a su parrilla delantera es fácil determinar si el modelo funciona con un motor gasolina o diésel. En los casos de motor a gasolina, la parrilla será de 9 barras horizontales; mientras que los que equipen motor diésel, tendrán una parrilla con 13 barras.
Como curiosidad, estos camiones equipaban el volante en el lado derecho de la cabina, para que fuera más sencillo para el conductor controlar la cuneta de la carretera y evitar los adelantamientos por falta de visibilidad.

## Pegaso II
En 1947 el modelo sufre varias mejoras mecánicas, manteniendo la estética inalterada. Hasta 1949 se fabricaron 148 unidades de Mofletes con motor a gasolina. El inconveniente de este propulsor era su elevado consumo de combustible, que superaba los 50 L/100km con facilidad, además de contar con algunos componentes propensos a fallar, como la junta de culata y los segmentos. Estos problemas fueron resueltos al instalar un nuevo motor que se venía desarrollando desde la creación de ENASA a partir del creado por Hispano-Suiza, de menor consumo y más fiable, con 125 cv de potencia. Muchos de los primeros modelos acabaron por equipar un motor diésel sustituyendo en original de gasolina. En 1954 se mejora el motor para aumentar su potencia hasta los 140 cv y se agranda la cabina para mayor comodidad de los ocupantes.

## Z-601
El Pegaso Z-601 fue un prototipo, basado en el Mofletes, que equipaba un sistema de propulsión eléctrica, en sustitución del motor de combustión normalmente utilizado. Fue desarrollado en el año 1952 sobre el chasis de un Mofletes de motor diésel. Equipaba un paquete de acumuladores eléctricos de origen francés, que provocaba que el peso en vacío del camión alcanzara las 9,2 toneladas y, por tanto, se redujera la capacidad de carga a las 6 toneladas. Según el documento publicitario, disponía de una autonomía de 75 kilómetros y una velocidad máxima a plena carga de 28 km/h. Se diferenciaba estéticamente del Mofletes normal por tener las baterías en los laterales, entre los dos ejes, con la inscripción "Pegaso Eléctrico"; y por la eliminación de la parrilla delantera, totalmente cubierta y decorada con una moldura en forma de V.

## Z-701
El Pegaso Z-701 es una modificación del Mofletes "estándar", rediseñado para su uso como tractocamión, por lo que carecía de cualquier caja para el transporte. 